# Cesta per granchi
La cesta per granchi (detta vièra in friulano) è un contenitore a pianta circolare e trame a graticcio di salice non decorticato. I fianchi vanno via via restringendosi verso la sommità, dove si apre una piccola bocca che può essere chiusa con un coperchio a forma di cestino.
In Friuli i granchi precedentemente raccolti venivano inseriti in questo contenitore, immerso poi nell'acqua della laguna. Qui i granchi andavano in muta, perdevano la crosta e le donne, ogni mattina, raccoglievano la molèca.